# ابتو، افغانستان
ابتو، افغانستان (به لاتین: Abtu, Afghanistan) در افغانستان است که در ولایت بامیان واقع شده‌است.